# Zeigertier
Zeigertiere (Indikatortiere) sind ähnlich wie Zeigerpflanzen Arten mit einer geringen ökologischen Potenz, das heißt mit einer geringen Toleranz auf Veränderungen ihrer Lebensbedingungen.
Sie geben deshalb unter anderem gute Hinweise auf die Beschaffenheit ihres Lebensraumes (z. B. Wasserqualität) und gehören damit zu den so genannten Bioindikatoren.

## Beispiele für Zeigertiere
Wasserlebensräume:
- Fische z. B. Forelle, Barbe für Aussagen zur Flussregion
- Saprobier z. B. Makrozoobenthos für das Saprobiensystem
- Krebstiere z. B. Daphnien für Aussagen über enthaltene Giftstoffe; Daphnientest
- Weichtiere z. B. Miesmuscheln für Aussagen zur Flussregion
- Rüsselkäfer der Gattung Bagous für die Habitatkontinuität und Wasserqualität von Kleingewässern

Landlebensräume:
- Laufkäfer für Aussagen über die Feuchte
- Urwaldrelikte für Aussagen über die Habitatkontinuität und Naturnähe von Wäldern
- Schmetterlinge#Bioindikatoren